# Rail Magazine
Rail Magazine is een Nederlands tijdschrift over spoorwegen, dat tien keer per jaar verschijnt. Het blad richt zich op hobbyisten en liefhebbers van zowel modelspoorwegbouw als het "grootbedrijf". Een vast onderdeel van de inhoud is het spoor- en tramwegnieuws uit binnen- en buitenland. Daarnaast is er een aantal langere artikelen over specifieke onderwerpen, zoals historisch materieel, of nieuwe verbindingen. Voor modelbouwers bevat het blad bijvoorbeeld reportages over bekende modelbanen of over zelfbouw van modellen. Het blad (en voorgangers) bestaat inmiddels ruim dertig jaar, en wordt uitgegeven door Uquilair.